# Acanthomintha obovata
Acanthomintha obovata — вид квіткових рослин з родини глухокропивових (Lamiaceae).

## Біоморфологічна характеристика
Стебло: 4–25 см, зазвичай розгалужене проксимально; волоски від 0 до рідкісних, короткі або довгі, деякі непомітно залозисті. Листова пластина 8–12 мм, яйцеподібна чи обернено-яйцеподібна, край проксимально від цілого до зубчастого, дистально шипуватий. Суцвіття: приквітки 7–15 мм, блискучі, при квітках солом'яні, крайових шипів 7, 9 або 11, 5–8 мм. Квітка: чашечка 7–13 мм, волоски зрідка залозисті; віночок 12–27 мм, білий, частки лілові, верхня губа < нижньої, цільна, неглибоко запушена; верхні тичинки фертильні, пиляки довго-волосисті, кремові, пилок кремовий. Хромосоми: 2n=38.

## Поширення
Ендемік Каліфорнії (США).